# Lista de personagens de Re:Zero

Os personagens centrais da série. Primeira linha, da esquerda: Subaru Natsuki, Emilia e Puck. Segunda linha, da esquerda: Ram, Rem e Felt.

A Light novel Re:Zero Kara Hajimeru Isekai Seikatsu e suas adaptações derivadas de anime e mangá apresentam um elenco de personagens criados por Tappei Nagatsuki e desenhados por Shinichirou Otsuka.

## Personagem principal

### Subaru Natsuki
Subaru Natsuki (ナツキ・スバル, Natsuki Subaru)
Voz de: Yūsuke Kobayashi  (japonês); Pedro Crispim (Português)
O principal protagonista da série, Subaru é um NEET de 17 anos que de repente se vê transportado para outro mundo a caminho de casa, vindo da loja de conveniência. Lá, ele conhece uma garota meio elfa de cabelos prateados chamada Emilia e se apaixona profundamente por ela. Após sua chegada, Subaru adquire uma habilidade que ele chama de "Return by Death" (死に戻り, Shinimodori) , que lhe permite voltar no tempo em que morre, mantendo as memórias da linha do tempo anterior. Ele não pode contar a ninguém sobre essa habilidade, porque qualquer tentativa de fazê-lo desmaia momentaneamente quando mãos invisíveis emergem para apertar seu coração, e pode até matar as pessoas ao seu redor; também faz com que ele exale o "perfume da bruxa ciumenta", que atrai "bestas" (criaturas mágicas), e é repulsivo para quem pode detectá-lo. Apesar de ser comum, Subaru se exercitava ocasionalmente e parece conhecer o combate corpo a corpo básico, tornando-o não totalmente impotente. Ele também mostra alguma aptidão para a magia Yin, mas apenas em um nível muito básico. No Arco 3, ele recebe oficialmente um dragão preto chamado Patrasche como seu cavalo pessoal. No Arco 4 do romance na web, além de entrar em um contrato com Beatrice, Subaru também aprende parkour e o uso de chicotes como arma por vários meses, tornando-o mais forte. No final do Arco 4, Subaru se torna oficialmente o cavaleiro de Emilia. Subaru também possui a capacidade de adquirir o poder daquele que foi derrotado, como é o caso de Petelgeuse, depois de derrotá-lo, ele adquire a técnica de Mãos Ocultas.
O personagem ganhou o prêmio de Melhor Personagem (Masculino) no Newtype Anime Awards 2015-2016.

## Personagens de apoio

### Emilia
Emilia (エミリア, Emiria)
Voz de: Rie Takahashi (japonês); Lina Mendes (Português)
A heroína, Emilia é uma garota meio elfa de cabelos prateados e uma usuária de arte espiritual; ela é uma das candidatas a se tornar a próxima governante na eleição real, tornando-a 42º rei de Lugunica. Subaru a conhece pela primeira vez quando sua insígnia, que ela precisa possuir para ser elegível para participar da eleição, é roubada por Felt. Ela é da Floresta Congelada e tem mais de cem anos (embora na maioria das vezes ela estivesse congelada na floresta). Seu estado mental ainda é o de um adolescente. O nome que Emilia usou pela primeira vez ao se apresentar a Subaru, "Satella", também é o nome da "Bruxa Ciumenta", cuja aparência se parece com a dela e é responsável pela discriminação contra os meio-elfos. Entre as raças mestiças e outras raças e pessoas discriminadas ou desprovidas de direitos em Lugunica, ela é vista como a esperança de um futuro melhor, devido ao seu ideal de democracia e melhor igualdade social. Por causa de sua herança e semelhança com Satella, no entanto, Emilia é frequentemente evitada e odiada pela maioria das pessoas, deixando-a sozinha e sem amigos antes de conhecer Subaru. Inicialmente, ela considera Subaru como uma criança travessa que sempre precisa ser cuidada. Depois que ele arrisca sua vida para salvá-la do Culto da Bruxa, no entanto, Emilia começa a desenvolver sentimentos profundos por ele, pois Subaru é a primeira pessoa a fazê-la se sentir verdadeiramente aceita. Ela tem um trauma em que as bruxas e os bispos do pecado vir atrás de Emilia para conseguir a chave que ela carregava consigo, que custou a vida de Fortuna, sua mãe de criação. Ela congelou as outras pessoas sendo que ela queria pegar Pandora na infância. Ela depois assumiria o nome de Satella e ela se encontra com Subaru na reunião das bruxas do pecado, que demontra fortes sentimentos por ele. Antes que Subaru fosse mandado para o mundo real ela fala a Subaru que deveria ser morta por ele, mas Subaru fala que a salvaria.

#### Puck
Puck (パック, Pakku)
Voz de: Yumi Uchiyama (japonês); Peterson Adriano (Português)
Puck é familiar da Emília e um espírito na forma de um gato Cinzento. Seu tempo de trabalho é de 9:00 até as 5:00 pm, semelhante a um assalariado. Ele tem uma capacidade empática que lhe permite ler a mente das pessoas através de suas emoções / intenções. Se Emilia morrer, Puck se transforma em uma enorme fera com a intenção de destruir o mundo, já que Emilia é o propósito de sua existência, se foi. Sua verdadeira identidade é a de "Besta do fim das terras eternamente congeladas", um dos quatro grandes espíritos do mundo e o  papel dele é ser o Grande Espírito do Fogo. Ele age como um pai que zela pela felicidade de Emilia, a chama de Lia. Mais a frente Puck encerra seu contrato com Emillia, mas sempre agindo como intermediário dos próximos a Emilia.
O personagem ganhou o prêmio de Melhor Personagem (Mascote) no Newtype Anime Awards 2015-2016.

#### Rem
Rem (レム, Remu)
Voz de: Inori Minase (japonês); Bruna Laynes (Português)
Um dos demônios gêmeos que trabalham na mansão de Roswaal como empregadas domésticas, Rem é a irmã mais nova de Ram. Ela tem cabelos azuis, que ela separa à esquerda, e ainda tem uma trompa completa, o que lhe concede poder mágico. Ela trabalha na mansão, embora sua capacidade de cozinhar seja melhor que sua irmã. Ela costumava ter um complexo de inferioridade em relação à irmã. Tendo um ódio intenso pelo Culto da Bruxa, Rem inicialmente acusou Subaru por ter o cheiro da Bruxa, o que resultou nela matando-o duas vezes. Depois que Subaru a salva dos mabeasts de Elior Forest, se torna o seu "herói", Rem descarta suas suspeitas e se apaixona profundamente por ele, e mesmo quando ele praticamente a rejeita, ela ainda se torna uma de suas mais leais seguidoras. Uma história extra no Arco 3 do romance conta uma história "What If" sobre o que poderia ter acontecido se Subaru e Rem decidissem fugir; eles viveram felizes para sempre com dois filhos. Os filhos de Rem e Subaru seria Rigel, um menino e Spica, uma menina. Na segunda parte do anime Rem confronta o culto da bruxa e Rem tem suas memórias devoradas. Subaru quando foi ver Rem, a viu num estado vegetativo, viva mas não mostra nenhuma reação. Subaru se mata para salvar Rem, mas não adiantou porque seu ponto zero foi definido depois do Subaru se entender com a Emilia. Depois, Subaru quase acaba deprimido, mesmo tendo recebido o caloroso conforto de Emilia, Subaru estava disposto a salvar a Rem. No fim do arco 6, talvez terceira ou quarta temporada, Rem sai do estado vegetativo, mas sofre de amnésia.
O personagem tornou-se popular entre os fãs da série, levando a um travesseiro de abraço com o atraso do personagem devido a uma demanda imprevista. Ela também foi a oitava personagem feminina na edição de agosto das pesquisas mensais da Newtype, e quinto na edição de setembro antes de subir para o primeiro lugar na edição de outubro. Sua classificação começou a cair depois disso, passando para o terceiro e o sétimo lugar nas edições de novembro e dezembro. Ela ganhou o prêmio de Melhor Personagem (Feminino) no Newtype Anime Awards 2015-2016, bem como o primeiro lugar em uma lista do "personagem bidimensional mais popular" com base em uma pesquisa de usuários Otamart.
O personagem ganhou o prêmio de Melhor Garota no Anime Awards 2016.

#### Ram
Ram (ラム, Ramu)
Voz de: Rie Murakawa (japonês); Érika Menezes (Português)
Um demônio e a irmã gêmea mais velha de Rem. Ela tem cabelos cor de rosa que ela usa se separaram à direita. Juntos, eles costumam fazer comentários sarcásticos em relação a Subaru. Ram sempre chama Subaru de "Barusu" e raramente mostra respeito por ele. Apesar dos gêmeos serem proibidos em seu clã, as duas foram poupados devido ao fato de Ram ser um prodígio desde tenra idade. Ela perdeu seus poderes depois que seui chifre foi cortado durante o ataque à vila deles pelo Culto das Bruxas. Fora da magia, Ram apenas supera Rem na limpeza, enquanto Rem é muito superior a Ram em quase todas as outras tarefas, ao contrário dos constantes elogios de Rem a Ram. Desde que perdeu o chifre, seu corpo ficou muito fraco com pouca resistência e poderes mágicos. É mostrado que o mestre Roswaal ajuda a curá-la diariamente. Esta tem admiração por Roswaal  e Garfiel. Quando a baleia branca matou sua irmã Rem ou teve suas lembranças apagadas pelo bispo da gula, Rem passou a ser uma estranha para Ram, esta depois fala que a não conhece.

### Candidatas Reais

#### Felt
Felt (フェルト, Feruto)
Voz de: Chinatsu Akasaki (japonês); Vitória Crispim (Português)
Uma ladra de 15 anos que cresceu nas favelas da capital. Inicialmente, ela apareceu como uma ladra que roubou a insígnia de Emília e tentou vendê-las pelo maior lance. Posteriormente, a insígnia de Emilia reagiu a ela, fazendo de Felt uma candidata digna para a próxima governante nas eleições reais. Devido à sua educação difícil, Felt apoia o anarquismo para destruir o sistema atual. Mais tarde, é revelado que ela pode estar relacionada à família real devido à sua aparência semelhante a eles, mas não há como confirmar isso porque todos eles estão atualmente falecidos.

#### Priscilla Barielle
Priscilla Barielle (プリシラ・バーリエル, Purishira Bārieru)
Voz de: Yukari Tamura (japonês); Louise Schachter (Português)
Uma das candidatas à eleição real para se tornar o 42º rainha de Lugunica e chefe da Casa Barielle. Os homens são cativados por sua beleza. Priscilla tem uma personalidade egocêntrica extravagante e apóia o totalitarismo, onde todos devem tratá-la com divindade, por causa do quanto o mundo se transforma em seu favor. Embora tenha apenas 19 anos, Priscilla teve oito maridos que morreram "misteriosamente"; apesar disso, as terras que adquiriu prosperaram sob ela graças à sua sorte quase sobrenatural, uma mulher sádica que não mede meios para atingir seu objetivo.

#### Anastasia Hoshin
Anastasia Hoshin (アナスタシア・ホーシン, Anasutashia Hōshin)
Voz de: Kana Ueda (japonês); Pamella Rodrigues (Português)
Uma das candidatas à eleição real para se tornar o 42º rainha de Lugunica, que fala no dialeto "Kansai". Ela é a chefe de 22 anos da famosa Hoshin Trading Company e foi anunciada como segunda vinda do fundador da empresa, "Hoshin of the Wilderness", por seu sucesso quase sem precedentes nos negócios, que ela espera usar para Lugunica via capitalismo . Anastasia gosta quando as pessoas se beneficiam enquanto ela se beneficia, apesar de sua ganância como órfã, e é realmente solidária. Ela é de Kararagi, que fica a oeste de Lugunica e tem uma empresa de mercenários conhecida como "Presa de Ferro".

#### Crusch Karsten
Crusch Karsten (クルシュ・カルステン, Kurushu Karusuten) Crusch Karsten (クルシュ・カルステン, Kurushu Karusuten)
Voz de: Yuka Iguchi (japonês); Priscila Amorim (Português)
Uma mulher de 20 anos e uma das candidatas à eleição real para se tornar o 42º rainha de Lugunica. Apesar de sua idade, Crusch tornou-se a chefe da família da Casa Karsten, que é conhecida por ter fortes laços com a família real tardia e tornou-se bastante conhecida como uma das mulheres mais proeminentes em Lugunica. Ela tem uma bênção que lhe permite dizer quando alguém está mentindo e, portanto, não é facilmente enganada, a benção do vento, quando mente, uma corrente de vento aparece, quando diz a verdade não. O ideal de Crusch é a meritocracia, e para libertar o país da dependência pesada de séculos das orientações do Dragão, que ela acredita que levou Lugunica à estagnação e despojou a vontade do país de governar sem ela, traindo as esperanças da classe dominante conservadora que a prendeu. favorito para ganhar a eleição. Ela tem o orgulho de ser uma guerreira, mas com uma personalidade densa e estrita. Na batalha contra a baleia branca, ela conquistou o respeito de Subaru o dando o triunfo pela eliminação da baleia branca, se tornando uma das pessoas da vida de Subaru. Crusch e Rem também enfrentam o culto da bruxa em que perde um dos braços e tem suas memórias devoradas pelo gula a tornando amnésica, apenas metade delas fora devorada.

### Cavaleiros das Candidatas

#### Reinhard van Astrea
Reinhard van Astrea (ラインハルト・ヴァン・アストレア, Rainharuto van Asutorea)
Voz de: Yūichi Nakamura  (japonês); Leonardo Santhos (Português)
Um cavaleiro da Guarda Real descontraído e detentor do título "Sword Saint", que facilmente se torna amigo de Subaru. Ele exibe poderes extraordinários em combate e é mais forte do que todos os seus antecessores, devido à sua capacidade única de gerar contramedidas mágicas para qualquer que seja o uso passado ou presente de seus oponentes. Depois de descobrir que a insígnia de Emília reagiu a Felt, Reinhard se torna o cavaleiro de Felt para a eleição real. Ele e Satella são os dois personagens mais poderosos do mundo da série. No teste de subaru na segunda temporada imposto por Echidna, é mostrado Reinhard enfrentando Puck na sua real forma.

#### Felix Argyle
Felix Argyle (フェリックス・アーガイル, Ferikkusu Āgairu) A.K.A.
Voz de: Yui Horie (japonês); Christiane Monteiro (Português)
O cavaleiro de Crusch e membro da Guarda Real, que é hábil em Magia D'água, que inclui cura, e se recusa a usar uma espada. Apesar de ter uma aparência feminina e felina, Felix é um homem. Ele freqüentemente fala na terceira pessoa, usando pronomes masculinos e femininos para si; apesar disso, ele afirmou que é um homem "no corpo e na alma". Híbrido "Beast Human", Felix foi preso no nascimento e mais tarde resgatado pela própria Crusch. Este possui o hábito de flertar com Subaru, apesar de ser menino, age como menina.
O autor de Re: Zero afirmou em uma sessão de perguntas e respostas que Felix é um garoto que se veste como comportamento de menina vem da promessa dele e de Crusch que eles fizeram quando crianças.
O personagem classificou o número 10 em uma pesquisa conduzida pela Goo Rankings para determinar os personagens favoritos dos fãs de otokonoko que vestem roupas cruzadas.

#### Julius Juukulius
Julius Juukulius (ユリウス・ユークリウス, Yuriusu Yūkuriusu)
Voz de: Takuya Eguchi (japonês); Marcos Souza (Português)
O cavaleiro de Anastasia, membro da Guarda Real e um tipo de usuário de Spirit Arts conhecido como "Cavaleiro Espiritual". Ele tem um lado estrito da nobreza, levando-o a colocar aqueles sem respeito em seu lugar. Como tal, parece que Júlio inicialmente despreza Subaru, considerando-o não digno de ser chamado de cavaleiro. Mas após a compreensão de Subaru sobre seus próprios defeitos e suas façanhas bem-sucedidas em subjugar a Baleia Branca (um grande animal que muitos cavaleiros procuraram matar), Júlio revela sua verdadeira face e desenvolve um profundo respeito por Subaru, tornando-se um de seus aliados e amigos de confiança, depois como Cavaleiro da Piedade, título dado por Subaru. . Júlio é contratado para seis espíritos quase; cada um representando um elemento que é "Ia" (Fogo), "Kua" (Água) 、 "Aro" (Vento), "Ik" (Terra), "In" (Luz) e "Nes" (Sombra).

#### Aldebaran
Aldebaran (アルデバラン, Arudebaran) a.k.a. Al (アル, Aru)
Voz de: Keiji Fujiwara (japonês); Leonardo "Léo" Rabelo (Português)
Cavaleiro de Priscilla, que é conhecido como Al, para abreviar. Como Subaru, ele é uma pessoa normal convocada de um mundo diferente 18 anos atrás. Antes de ser alistado por Priscilla, ele trabalhou como gladiador no Império Vollachia, localizado no sul de Lugunica, e se tornou um andarilho por um tempo. Al usa um capacete para esconder seu rosto fortemente marcado e desfigurado. É sugerido que ele pode ter algum tipo de história com Ram. Sua idade é de cerca de 30 anos.

### Membros de facção

#### Facção de Emília

##### Beatrice
Beatrice (ベアトリス, Beatorisu)
Voz de: Satomi Arai (japonês); Jéssica Vieira (Português)
Uma maga misterioso que foi contratada por Roswaal para manter seus antigos volumes mágicos seguros em sua enorme biblioteca. Ela tem a capacidade de deformar qualquer cômodo da mansão para esta biblioteca sempre que ela escolher, mas não pode sair completamente da mansão. Ela tende a sufocar muitas de suas frases com "suponho" e tem um profundo carinho por Puck. Apesar de seu comportamento frio e abuso verbal contra Subaru, decorrente de sua capacidade de adivinhar facilmente onde ela está localizada e a tendência de invadir a biblioteca sem perguntar, Beatrice não suporta se as pessoas se machucam na frente dela e se tornam uma das pessoas. que Subaru pode confiar. Durante o Arco 4 do romance na web, ela se revela um espírito artificial e forma um contrato com a Subaru no final. Ela tem cerca de quatrocentos anos.

##### Roswaal L. Mathers
Roswaal L. Mathers (ロズワール・L・メイザース, Rozuwāru L Meizāsu)
Voz de: Takehito Koyasu (japonês); Mckeidy Lisita (Português)
Um Margrave, bem como um Mago e Conde Imperial que é um benfeitor e patrocinador da oferta de Emilia pelo trono. Ele tem uma aparência e um efeito que levam Subaru inicialmente a confundi-lo com um palhaço. Ele é um indivíduo altamente influente, que também é um dos magos mais poderosos de Lugunica. É revelado que sua razão para apoiar Emilia é para ele matar o dragão. Este demonstrou a agir como antagonista, com o propósito de quebrar Subaru emocionalmente e possui um contrato com a Echidna.

##### Garfiel Tinsel
Garfiel Tinsel (ガーフィール・ティンゼル, Gaafiiru Tinzeru)
Voz de: Nobuhiko Okamoto (japonês)
Garfiel Tinsel é um semi-humano que guarda o Santuário e é o meio-irmão de Frederica Baumann. Mais tarde, ele se junta ao campo de Emilia após sua derrota nas mãos de Subaru e superar seu passado.

##### Frederica Baumann
Frederica Baumann (フレデリカ・バウマン, Furederica Bauman)
Voz de: Kaori Nazuka (japonês); Tônia Mesquita (Português)
Uma empregada semi-humana que trabalha em outra mansão que pertence aos parentes de Roswaal, a Casa Miload. Ela também é meia-irmã de Garfiel. Ela fez uma aparição no episódio 11 nas lembranças de Rem. Ela tem mais participação na segunda temporada demonstrando atenção e respeito a Emilia como proprietária da mansão e também a Subaru. Ela foi chamada por Ram devido ao ataque dos bispos do pecado em que o gula devora as memórias de Rem.

##### Patrasche
Patrasche (パトラッシュ, Patorasshe)
Dragão Negro / Terrestre Feminino de Subaru, que ele recebeu como presente de Crusch. É da raça Diana, conhecida por seu temperamento feroz e forte orgulho. Surpreendentemente, porém, ela gostou bastante de Subaru, às vezes de uma maneira maternal.

##### Otto Suwen
Otto Suwen (オットー・スーウェン, Ottō Sūwen)
Voz de: Kōhei Amasaki (japonês); Matheus Périssé (Português)
Um comerciante viajante Subaru se encontra no Arco 3 a caminho do território de Roswaal, que estava bêbado e sem sorte. Embora ele possa ser um pouco nervoso e covarde, ele geralmente é uma pessoa bem-intencionada e muito leal àqueles que conquistaram sua amizade. No romance leve, ele afirma que de todos os candidatos que Otto apoia Emilia mais, porque, como ela, ele está acostumado a ser mal interpretado e maltratado por ser diferente. Ele tem uma bênção que lhe permite se comunicar com qualquer animal, planta ou ser do mundo. Infelizmente, isso tende a perturbar as pessoas e faz com que ele pareça sombrio e sinistro quando estiver em uso. No início do Arco 4, Subaru o convida para o acampamento de Emilia. Ele também respeita Subaru, se tornando alguém confiante a ele.

#### Facção da Felt

##### Velho Rom
Old-Man Rom (ロム爺, Romu-ji)
Voz de: Mugihito (japonês); Jorge Vasconcellos (Português)
Valga Cromwell, também conhecida como Rom, é uma gigante e cuidador de longa data de Felt, que é como um avô para ela. Ele administra uma taberna e tem um armazém cheio de mercadorias roubadas. Rom nasceu e cresceu como escravo de um nobre, mas ele foi salvo por Libre, e desde então ele fomentou um ódio aos humanos. Ele foi um dos três comandantes da Aliança Demi-Humana durante a Guerra Demi-Humana, servindo como chefe de gabinete. Ele lutou contra Wilhelm e Bordeaux no castelo de Lugnica e perdeu. Posteriormente, ele se perdeu no subsolo e conseguiu sobreviver, tornando-se mais tarde o proprietário do Armazém de Bens Roubados.

#### Facção da Priscila

##### Schult
Schult (シュルト, Shuruto)
Como seu corpo ainda está em desenvolvimento, a voz de Schult é estridente como uma criança. Ele é absolutamente leal a Priscilla.

#### Facção da Anastasia

##### Ricardo Welkin
Ricardo Welkin (リカード・ウェルキン, Rikādo Werukin)
Voz de: Kenji Nomura (japonês); Francisco Júnior (Português)
Um dos seguidores de Anastasia e o capitão jovial do grupo mercenário Iron Fang. Ele é um grande kobold, de constituição muscular, e é coberto por pêlo curto e castanho, com uma juba oblonga, marrom-escura, que adorna como moicano . Ricardo é geralmente descontraído e extrovertido, e fala em voz alta que soa como um vento forte soprando. Como capitão do Iron Fang, ele geralmente acalma seus companheiros de equipe logo antes de lutar, como fazer piadas para fazer os outros rirem. Como Anastasia, Ricardo fala com um dialeto Kansai. Ricardo era escravo até conhecer Anastasia e ela prometeu remover o colarinho um dia, que havia sido deixado como um lembrete do que ele havia sido. Ricardo se lembraria de sua promessa a partir daquele momento.

##### Mimi Pearlbaton
Mimi Pearlbaton (ミミ・パールバトン, Mimi Pārubaton) Mimi Pearlbaton (ミミ・パールバトン, Mimi Pārubaton)
Voz de: Yukiyo Fujii (japonês); Helena Palomanes (Português)
Uma das seguidoras de Anastasia e uma das vice-capitãs do grupo mercenário Presas de Ferro. Ela é a mais velha dos trigêmeos. Os irmãos foram abandonados pelos pais e foram acolhidos por Anastasia e Ricardo, com quem vivem desde então. Mimi tem uma personalidade brilhante e otimista, com intenções diretas. Ela normalmente age como uma criança, causando problemas para seus irmãos Hetaro e Tivey. Ela considera os outros membros da Presa de Ferro uma família e os ama, referindo-se a Ricardo como pai, embora, por ser sua maneira única de amar os outros, tenda a causar problemas, especialmente para seus irmãos.

##### Hetaro Pearlbaton
Hetaro Pearlbaton (ヘータロー・パールバトン, Hētarō Pārubaton)
Voz de: Megumi Han (japonês)
Um dos seguidores de Anastasia e um dos capitães do grupo mercenário Iron Fang. Ele é o segundo mais velho dos trigêmeos e o responsável. Os irmãos foram abandonados pelos pais e foram acolhidos por Anastasia e Ricardo, com quem vivem desde então. Hetaro tem uma personalidade mais cautelosa, que vem de suas experiências de cuidar de sua irmã. Como ele é um siscon, ele geralmente tende a deixar sua irmã fazer o que ela quer, levando-a a crescer em sua personalidade atual, embora por isso ele esteja atento e sensível a mudanças de humor. Apesar disso, ele também está em boas relações com seu irmão mais novo, Tivey, que ouve o que ele tem a dizer. Devido ao hábito de Ricardo de ir direto para a batalha, ele é virtualmente o comandante dos Presas de Ferro enquanto está em batalha.

##### Tivey Pearlbaton
Tivey Pearlbaton (ティビー・パールバトン, Tibī Pārubaton) Tivey Pearlbaton (ティビー・パールバトン, Tibī Pārubaton)
Voz de: Hiroki Shimowada (japonês)
Um dos seguidores de Anastasia e tesoureiro do grupo de mercenários Iron Fang. O mais novo dos trigêmeos, ele usa um monóculo sobre o olho esquerdo. Os irmãos foram abandonados pelos pais e foram acolhidos por Anastasia e Ricardo, com quem vivem desde então. Ao contrário do amor pelo ar livre, ele prefere ficar em casa e adquirir conhecimentos, como ler livros no canto, embora mesmo assim ele seja incomodado por Mimi. Ele está encarregado dos deveres de escritório da Presa de Ferro, que se destaca no ponto em que se diz que o grupo mercenário não funcionaria corretamente sem ele. Por causa disso, ele às vezes ajuda Anastasia nos negócios dela, no entanto, ele recusa as ofertas dela para que ele se mude permanentemente para a empresa dela.

##### Joshua Juukulius
Joshua Juukulius (ヨシュア・ユークリウス, Yoshua Yuukuriusu)
Ele é o irmão mais novo de Julius Juukulius. Ao contrário de seu irmão Júlio, Joshua não tem a mesma personalidade composta, como mostra quando ele fica perturbado com as palhaçadas dos membros do Emilia Camp. Apesar disso, ele tem uma personalidade séria, mas amável. Ele respeita seu irmão ao máximo e não pode parar quando começa a falar sobre ele. Joshua nasceu doente até os 14 anos e não aprendeu habilidades de combate por causa disso.

#### Facção da Crusch

##### Wilhelm van Astrea
Wilhelm van Astrea (ヴィルヘルム・ヴァン・アストレア, Viruherumu van Asutorea)
Voz de: Kenyu Horiuchi, Kaito Ishikawa (jovem)(japonês); Élcio Romar,Renan Vidal (jovem) (Português)
O avô de Reinhard e o mordomo de Crusch, que é um membro aposentado da Guarda Real. Apesar de sua idade, Wilhelm ainda é conhecido como um dos melhores espadachins de Lugunica, apelidado de "Demônio da Espada" por suas proezas e realizações na guerra civil. Um homem sábio e perspicaz, ele percebeu ao ver os olhos de Subaru que ele havia experimentado a morte. Ele tem um forte rancor contra a baleia branca por matar sua esposa, Theresia van Astrea. A história de Wilhelm e seu primeiro encontro com Theresia é contada no spin-off do romance. Seu antigo sobrenome era Trias . Com o passar do tempo, até as boas maneiras é deixado de lado, mesmo quando tentou atacar Petelgeuse pelas costas.

### Bruxas do pecado

#### Satella
Emilia (エミリア, Emiria) Satella (サ テ ラ, Satera)
Voz de: Rie Takahashi (japonês); Lina Mendes (Português)
Ela é a Bruxa da Inveja e a principal figura de adoração do Culto às Bruxas. Acredita-se que ela seja responsável por levar Subaru ao mundo paralelo e por sua habilidade "Retorno da Morte". 400 anos antes, Emilia absorveu os genes da bruxa da inveja com os quais ela não era compatível, resultando na criação de sua personalidade de bruxa da inveja, subseqüentemente ou Satella saindo do controle e matando as outras seis bruxas do pecado, enquanto quase destruía o mundo. Apesar dos esforços de muitos, incluindo o dragão, o primeiro santo das espadas e o sábio, Emilia não pôde ser morta e, em vez disso, foi selada em um santuário na Grand Cascade, que atualmente está sendo vigiado pelo sábio. Infamavelmente conhecido por ser uma garota meio elfa de cabelos prateados, as ações passadas de Satella resultaram em severo preconceito e discriminação contra mestiços, especialmente meio elfos como Emilia, devido à sua forte semelhança com a Bruxa. Especula que ela trouxe Subaru para o mundo Isekai e o concedeu o Retorno da Morte para que este possa evitar tragédias para Subaru e Emillia, sua versão do passado.

#### Equidna
Echidna (エキドナ, Ekidona)
Voz de: Maaya Sakamoto
Ela é a bruxa da ganância. Ela é um dos personagens principais no quarto arco da série. A curiosidade de Echidna em relação ao desconhecido e sua sede de conhecimento são as duas coisas que definem seu comportamento. Ela se refere a isso como amor, e atualmente direciona esses sentimentos ao retorno de Subaru pela morte, que ela está interessada a ponto de desejar tornar-se sua conselheira para registrar as muitas possibilidades criadas a partir de sua capacidade. Descrita como sendo de coração negro, ela não consegue entender os sentimentos dos outros e pode ser vista como um sociopata pelos padrões normais. Para obter mais conhecimento, ela não tem problemas em empregar sofismas, mentir e enganar os outros. No entanto, ela interage com a má vontade apenas em relação a três pessoas no mundo: Satella, Emilia e uma outra pessoa. Ela também possui um lado Tsundere.

#### Minerva
Minerva (ミネルヴァ, Mineruva)
Ela é a bruxa da ira. Ela é um dos personagens principais no quarto arco da série. Minerva não gosta de conflitos, como sempre lamentava enquanto curava pessoas. Ela também se preocupa apenas com o que está à sua frente, afirmando que não se importa com o que não pode ver, como os efeitos colaterais de sua capacidade, embora ela imediatamente vá resolver o problema assim que seu problema atual for resolvido. enquanto houver pessoas feridas. Ela é vista orgulhosa de seu trabalho. No passado, as pessoas no mundo ao redor de Minerva estavam constantemente brigando, fazendo-a chorar. Eventualmente, ela percebeu que chorar não resolveria nada e decidiu treinar-se para ganhar poder suficiente para ser um impedimento para a luta, embora isso ainda não mudasse nada. Enquanto ela lutava, ela chegou a entender que estava chorando de raiva e não de tristeza, fazendo com que ela começasse a socar pessoas, resultando em suas feridas sendo curadas. A partir daquele momento, ela viajou pelo mundo para curar pessoas onde quer que encontrasse pessoas necessitadas.

#### Carmilla
Carmilla (カーミラ, Kaamira)
Ela é a bruxa da luxúria. Ela é um dos personagens principais no quarto arco da série. Carmilla tem uma autoconfiança extremamente baixa, geralmente com olhos abatidos e atos gerais muito tímidos. Ela tende a gaguejar e questionar suas próprias palavras, mais frequentemente do que não irritar outras pessoas ao fazê-lo. Ela fala de uma maneira muito educada, tentando não causar desentendimentos ou desaprovação, um jeito Kawai, dito por Subaru. Às vezes, ela mostra um lado bastante submisso dela, ao lidar com suas colegas Bruxas do Pecado, como visto quando ela não teve nenhum problema em participar do esquema de Echidna para atrair Subaru para seu castelo dos sonhos, apesar de saber que isso terminaria mal para dela usando a forma de Rem. Devido à sua personalidade tímida e baixa autoconfiança, ela é freqüentemente vista se afastando dos olhares severos, muitas vezes pedindo às pessoas para não bater nela ou exercer qualquer forma de violência contra ela que provavelmente decorra de suas más experiências passadas com outras pessoas. No passado, Carmilla era a razão pela qual sua vila, as vilas e cidades vizinhas e até o grande país em que vivia estavam engolidos pelas chamas da guerra. Todo mundo a desejava e a amava, mas ela não desejava nada, por isso deixou tudo e todos para trás em busca do amor que perdeu. Há muito tempo, Carmilla era uma garota normal que era amada pelas pessoas em sua aldeia e até tinha um noivo. No entanto, um dia um homem de poder veio até ele e a desejou. Irritados com as ações do homem, os moradores se levantaram em desafio e lutaram contra ele, eventualmente queimando-o junto com sua mansão. As cidades e vilarejos ao redor deles começaram a considerá-los perigosos, fazendo com que os combates se espalhassem, e logo sua força derrubou países, o tempo todo alegando que era por ela. Carmilla começou a ser considerada uma donzela celestial, no entanto, ela não desejava tal coisa, e viu que eles estavam sendo enganados por suas próprias fantasias e manipulados por seus ideais. Depois que eles derrubaram um país grande, seu noivo propôs-lhe no topo do castelo, embora ela o ignorasse e deixasse tudo para trás, desesperando que o que ela originalmente queria não existisse mais.

#### Daphne
Daphne (ダフネ, Dafune)
Ela é a bruxa da gula. Como a Bruxa da Gula, a razão de viver de Daphne é se sentir cheia, fazendo com que ela se preocupe com a quantidade mais do que com o gosto. Ela também foi vista vomitando repetidamente e comendo novamente, embora pareça se entregar a tais atos somente quando não houver mais comida. Se essa opção falhar, ela recorrerá a objetos para mastigar, como tapetes, cortinas, roupas etc. Em um esforço para tentar se livrar da fome sem fim, ela criou as Feras Demoníacas, mas logo depois perdeu o controle delas e as libertou acidentalmente no mundo. Apesar da ameaça que os Monstros Demoníacos apresentam, eles foram criados com uma mentalidade positiva - para salvar o mundo da fome. Sua visão sobre a fome é bizarra e estranha, afirmando que aqueles que tentam comer os outros devem ter receio de serem comidos, portanto, ela não foi capaz de compreender os contra-argumentos de Subaru à sua teoria. Há muito tempo, um homem sofria de uma doença incurável e, como tinha medo de morrer, começou a usar vários métodos para tentar prolongar sua vida. Daphne foi uma das muitas pessoas que ele usou em seus experimentos e, finalmente, conseguiu alcançar seu objetivo usando o corpo dela. Na alegria dele, ele desfez seus laços com força e, quando ela recuperou a razão, se viu sozinha no castelo do homem, sofrendo de fome. Para satisfazer sua fome, ela começou a comer tudo no castelo, incluindo coisas como o trono e os tapetes, e passou a comer o que vomitou quando necessário. Como ela era imortal, ela não poderia morrer, no entanto, sentia que ia morrer de fome. Eventualmente, ela de alguma maneira começou a criar Bestas Demoníacas no castelo, que ela considerava ilusões na época, e começou a usá-las como fonte de alimento. Depois de um tempo, seus laços romperam com a luta entre ela e os animais, permitindo que ela deixasse o castelo.

#### Typhon
Typhon (テュフォン, Tyufon)
Ela é a bruxa do orgulho. Typhon age realmente infantil, o que reflete em sua idade real, muitas vezes fazendo coisas por impulso, não lendo o humor adequadamente e raramente ouvindo outras pessoas. Ela tem dificuldade para entender tópicos filosóficos mais pesados, como visto quando ela não entendeu a visão de Subaru sobre pessoas "boas" e "más". Às vezes, suas respostas tendem a ser mais jovens do que o esperado para uma criança de 10 anos. Ela mostra grande interesse pelos "pecados" das pessoas, desconsiderando tópicos e conversas inteiras (geralmente importantes) para descobrir se uma pessoa é ou não uma "perversa". Ela mostra pouca ou nenhuma compaixão pelas pessoas que considera malfeitores, no entanto, sente solicitude para com as pessoas que não são más, mas têm uma consciência culpada, embora seja perfeitamente capaz de matá-las. Diz-se que ela julgou os criminosos com a inocência e crueldade de uma criança, decorrente de seu passado de ver o pai executar pessoas, a fim de encontrar uma resposta sobre o conceito de bem e mal. Isso mais tarde resultou na morte de seu próprio pai, ao lado de outros membros de sua aldeia. Sua visão do mundo é descrita como descontraída e bizarra, completamente diferente do que você esperaria de uma menina de 10 anos. Quando Typhon era jovem, ela se incomodou com o conceito de bem e mal e tendia a assistir seu pai executar pessoas como parte de seu trabalho para encontrar uma resposta. Um dia, ela quebrou seu copo de vinho, levando-a a confessar sua ação a ele enquanto temia ser executada, embora felizmente ele aceitasse seu pedido de desculpas, levando-a a acreditar que a escala que media o pecado de uma pessoa estava dentro de seu próprio coração. Desde então, Typhon começou a perguntar às pessoas se elas eram pecadoras e puniu os que eram culpados.

#### Sekhmet
Sekhmet (セクメト, Sekumeto)
Ela é a bruxa da preguiça. Fiel à sua posição como a Bruxa da Preguiça, a personalidade de Sekhmet pode ser resumida em uma palavra, preguiçosa, que também pode ser vista através de sua aparência. Ela também é preguiçosa o suficiente para achar que respirar pelo menos uma vez é uma dor e liberta uma atmosfera sombria. Antes de ela nascer, o clã de Sekhmet esperava coisas dela, querendo trazer de volta seu fundador conhecido como Deus. No entanto, depois que ela nasceu, ela os decepcionou, levando-os a desprezá-la e abandoná-la como punição. Muitos anos depois, ao ouvir uma mulher selvagem nas montanhas, homens vieram e a capturaram, levando-a para a cidade. Enquanto estava lá, ela ganhou conhecimento, um modo de vida e emoções. Eventualmente, sem entender na época que o que sentia era gratidão e obrigação, ela quebrou o pescoço dos homens no lugar em que morava e saía. Retornando à sua terra natal, ela começou a matar todo o seu clã, sem entender na época que o que sentia era ódio e desejo de vingança. Ela então voltou para sua casa anterior para dar aos homens que matou um enterro adequado e, uma vez que estava sozinha, sentiu uma paz de espírito, com a qual se sentiu feliz. Mais de 400 anos atrás, Sekhmet levou Volcanica além da Grande Cachoeira para poder descansar, após uma briga entre os dois com Sekhmet caindo da Grande Cachoeira enquanto lutava, concluindo sua morte.

##### Pandora
Pandora (パンドラ, Pandora)
Pandora é a bruxa de Vaidade que tem um relacionamento misterioso com o culto às bruxas. Ela age de maneira digna e graciosa, mas quando Geuse leva os genes da preguiça, ela é uma maníaca e não é calma e composta. Ela evita perguntas diretas, respondendo com "para o bem maior" e "sacrifícios são necessários" quando trouxe o resto do culto para sua diversão. Ela faz o que quer e envolve bem. Ela é feita para ser um segredo, pois falar sobre ela é um tabu para os membros moderados e radicais do culto às bruxas. Pandora atacou a vila élfica há 100 anos, junto com Regulus. Ela também esteve por trás do ataque a Garkla há 30 anos e da fracassada batalha de conquista de Hakugei há 15 anos, onde Theresia morreu, e de alguma forma transformou ela e Kurgan em fantoches para o Culto das Bruxas.

## Antagonistas

### Culto da Bruxa

#### Arcebispos do pecado

##### Petelgeuse Romanee-Conti
Petelgeuse Romanee-Conti (ペテルギウス・ロマネコンティ, Peterugiusu Romanekonti)
Voz de: Yoshitsugu Matsuoka (japonês); Guilherme Briggs (Português)
Um dos líderes do culto às bruxas, que representa o pecado da preguiça . Ele já foi um homem respeitável, mas ficou louco há muito tempo. No romance, ele revelou ter sido um amigo íntimo da família de Emília e sua tia Fortuna. Quando a "Bruxa de Vainglory" atacou o assentamento dos elfos cem anos antes, ele acidentalmente matou Fortuna, que se tornou a fonte de sua devoção a Satella. Sua verdadeira natureza é a de um espírito. Petelgeuse exerce a Autoridade da Preguiça, que manifesta uma habilidade sobrenatural conhecida como Mãos Invisíveis, tentáculos invisíveis da sombra da força do ogro que também são capazes de passar pelos objetos. Ele geralmente é acompanhado por um grupo particularmente especial de 10 cultistas escolhidos a dedo, chamados "Dedos", que atuam como subcomandantes e corpos de reserva para Petelgeuse, cada um liderando uma unidade de vários cultistas. Ele depois é derrotado por Subaru possuindo seu poder de Mãos Ocultas. Este foi responsável por torturar Subaru psicologicamente que o levou a quase desistir.

##### Regulus Corneas
Regulus Corneas (レグルス・コルニアス, Regurusu Koruneasu)
Voz de: Ishida Akira
Um dos líderes do culto às bruxas, que representa o pecado da ganância . Mais de 100 anos atrás, Regulus morava com sua família. Seu pai era alcoólatra, mas tentava ser um bom pai, sua mãe queixava-se de maus ganhos, mas pedia desculpas ocasionalmente, e seus dois irmãos, que às vezes eram maus com ele, mas lhe davam a parte de sua refeição se ele acidentalmente a derramasse. Em algum momento no passado, Regulus obteve os Fatores de Bruxa da Ganância e, posteriormente, matou toda a sua família, depois a vila e depois todos nas cidades vizinhas. Ele quebrou a mente de seu amor de infância, matou sua família e a forçou a se casar com ele, fazendo-a se tornar sua primeira de muitas esposas. Regulus era falador e tendia a se descrever como "altruísta", apesar de representar a ganância. Ele sempre falava sobre teorias plausíveis, embora na verdade ele forçasse seu próprio egoísmo aos outros e tentasse justificá-lo. Se seus oponentes dissessem algo que contrariava suas opiniões e crenças, ele encontraria falhas irracionais neles, ficando zangado enquanto os acusava de "violar seus direitos". Ele era extremamente orgulhoso e se via como um "ser divino" ou "a existência mais satisfatória do mundo", o que dificultava muito sua avaliação das pessoas, não importando se eram seus inimigos ou aliados, a ponto de desprezar. o Santo Espada, zombando dele e chamando-o de "um apelido de um cara que não sabe nada além de balançar uma espada". Ele costumava apontar sua antipatia por se envolver desnecessariamente com os outros. Sua personalidade temperamental geralmente resultava em brigas desnecessárias, mas devido à sua poderosa autoridade da ganância, ele sempre saía vitorioso e ileso. Devido à sua longa vida como arcebispo do pecado sem nunca ameaçar sua vida, ele se tornou ingênuo e arrogante; ele revelou seu segredo a Subaru, que por sua vez foi capaz de conectar todos os pontos e desvendar sua autoridade formidável, permitindo a Reinhard dar o golpe final. Em seus momentos finais, Regulus revelou como ele odiava ser desprezado ou ridicularizado, chegando a dizer que ele se tornou um arcebispo do pecado, apenas para que ele pudesse proteger a si e a seu reino de tais pessoas; quem quer que o ofendesse ou a suas esposas acabaria sendo morto, não importando o contato com ele. Regulus nunca percebeu seus "pecados", nem mesmo nos momentos antes de sua morte. Sua visão sobre o mundo era corrupta e distorcida do começo ao fim.

##### Lye Batenkaitos
Lye Batenkaitos (ライ・バテンカイトス, Rai Batenkaitos)
Voz de: Kawanishi Kengo
Um dos líderes do culto às bruxas, que representa o pecado da gula . Lye acredita que tudo se resume a experiências, e quem consegue obter melhor conhecimento é aquele que enriquece sua vida e conquista as pessoas, também observando que conhecimento é poder e memórias são vínculos, concluindo que isso significa que ele é o maior. Por isso, ele também se refere a si mesmo como arcebispo intelectual do pecado.

##### Sírius
Sirius (シリウス, Shiriusu)
Um dos líderes do culto às bruxas, que representa o pecado da ira . Como mostra sua posição, Sirius pode ser assustador quando ela fica com raiva, embora normalmente ela solte uma aura repugnante. Ela também é perseguidora de Petelgeuse e é sua esposa auto-proclamada. Ela fala de uma maneira íntima e racional, mas essa atitude é desanimadora. Ela tem uma maneira distinta de falar, pedindo desculpas repetidamente a todos por nada ou por pequenas coisas. Ela não suporta as pessoas que menosprezam seu relacionamento com Petelgeuse, como visto quando ela tentou matar Regulus por dizer o quão repugnante ela é, agarrando-se a uma pessoa falecida. Estranhamente, ela abriga o ódio contra a Bruxa da Inveja, chegando ao ponto de prometer Subaru (que ela pensava ser Petelgeuse) que a queimaria diante dele se ele conseguisse reviver a Bruxa. Sirius despreza qualquer mulher que esteja muito perto de sua amada Petelgeuse, como visto quando ela expressou seu ódio por Beatrice por simplesmente ficar ao lado de Subaru, perguntando o que ele acha tão atraente para ela, antes de ameaçar queimá-la viva.

##### Capella Emerada Lugnica
Capella Emerada Lugnica (カペラ・エメラダ・ルグニカ, Kapera Emerada Rugunica)
Uma das líderes do culto às bruxas, que representa o pecado da luxúria . Capella é considerada a pior personalidade sábia dentro dos arcebispos do pecado. Ela fala de uma maneira que soa como se cuspisse e pisoteasse a cortesia, completa com uma criança como crueldade. Ela afirma que todo o amor e respeito no mundo existe para ser monopolizado por ela, mudando a aparência dela e de outras pessoas para que todos passassem a amá-la, fazendo dela um monstro que brinca com a dignidade e os valores das pessoas o tempo todo. cuspindo sua marca de ridículo. Ela é mostrada a não pensar muito em seus colegas arcebispos do pecado, referindo-se a eles com apelidos degradantes quando não usa seus nomes.

##### Stride Vollachia
Stride Vollachia (ストライド・ヴォラキア, Sutoraido Vorakia)
Um dos líderes do culto às bruxas, que representa o pecado do orgulho . Stride nasceu durante a Cerimônia de Seleção do Imperador como um dos filhos do Imperador. No entanto, ele nasceu doente e sua família o enviou para treinar sob Kurgan. Esperava-se que ele morresse sob o severo regime de treinamento de Kurgan; no entanto, Kurgan cuidou dele e ele ficou mais forte sob ele. Depois de crescer sob Kurgan, eles se aproximaram do trono como parte da Seleção Imperial. Presume-se que ele ganhou a Seleção e foi o próximo Imperador por direito. No entanto, Stride foi envenenado por seu pai, o ex-imperador, pois Stride era incapaz de ter filhos, o que era um dever esperado de um imperador. No entanto, Stride sobreviveu ao veneno. Stride se autoproclama que ele viu a verdade por estar na fronteira da vida e da morte, e acredita que existe uma entidade externa chamada espectadores neste mundo. Como o arcebispo do orgulho em Sin, Stride é vaidoso e orgulhoso, não gostando de saber o que fazer pelos outros, como mostra quando ele repreendeu Yaktol Suwen por tentar restringir suas ações, e mais tarde fez o mesmo com Kurgan por falar com ele. Ele é abertamente rude com aqueles que considera mais baixos do que ele e Theresia observou que ele insultava os outros com fluência. Apesar disso, ele é um pensador rápido e elogia as coisas que considera satisfatórias. Ele estava disposto a ignorar as formalidades para impedir o primeiro duelo de Wilhelm e Kurgan, a fim de impedir-se de perder potencialmente um peão valioso. Ele conspira contra o Reino de Lugnica, conhecendo muito bem o poder da proteção de Volcanica, ganhando seu apelido. Mais tarde, ele é revelado para ser o arcebispo do orgulho do pecado, embora ele não tenha nenhuma fé em A bruxa da inveja. Stride fala de uma maneira muito arcaica, real e desdenhosa. Ele prefere usar o pronome "meu venerável" eu quando fala, que é um pronome usado apenas por reis ou imperadores. Ele também se refere a pessoas que usam "tu", com as conotações de Stride tratando todos com quem ele fala como inferior.

#### Seguidores

##### Ketty Muttart
Ketty Muttart (ケティ・ムッタート, Keti Muttaato)
Voz de: Hiroshi Yanaka (japonês); Júlio Chaves (Português)
Um dos membros do Culto às Bruxas posando como comerciante. Além disso, ele é um dos "Dedos" de Petelgeuse, pessoas que nascem com a aptidão de contrair espíritos e têm magia especial implantada em seus corpos para tornar mais fácil para Petelgeuse assumi-los quando seu corpo atual é danificado ou destruído. Petelgeuse o usou em uma tentativa frustrada de matar Wilhelm se autodestruindo com uma pedra de fogo que foi implantada em seu corpo. Ele é visto pela primeira vez na cidade Fleur, onde ele refere Subaru a Otto.

### Assassinos da Guilda

#### Elsa Granhiert
Elsa Granhiert (エルザ・グランヒルテ, Eruza Guranhiru) Elsa Granhiert (エルザ・グランヒルテ, Eruza Guranhiru)
Voz de: Mamiko Noto (japonês); Adriana Torres (Português)
Uma assassina de um país do norte chamado Gusteko. Ela é a primeira pessoa a matar Subaru e acionar sua habilidade de retroceder o tempo. Ela está atrás da insígnia de Emilia por razões ainda a serem explicadas. Ela tenta comprá-lo de Felt e Rom, mas acaba matando-os quando as negociações falham durante o primeiro e o segundo cronogramas. Ela é conhecida por matar sua 'presa' cortando seu estômago e devorar entranhas. Ela também é capaz de sentir medo nos outros, como fez quando viu Subaru passando no caminho para a casa de pilhagem. Na linha do tempo final das insígnias roubadas, ela é derrotada por Reinhard e recua, prometendo vir atrás de Subaru novamente. Na segunda temporada, na tentativa de salvar Meili, Garfiel joga uma grande pedra em cima dela, dando um fim a ela e sua capacidade regenerar feridas.

#### Meili Portroute
Meili (メィリィ・ポートルート, Meiri Pootoruuto)
Voz de: Eri Suzuki (Japonês), Erika Harlacher (Português)
Uma garota de cabelos azuis que mora na vila de Irlam. Na realidade, ela é uma assassina que vem da mesma organização que Elsa, que tem o poder de domar e controlar Majus. Ela é a mente por trás dos eventos do 2º Arco, e retorna no 4º Arco junto com Elsa, mas falha no ato de assassinato devido a habilidade de Retorno da Morte de Subaru, depois sendo confinada.

## Outros personagens

### Kadomon Risch
Kadomon (カドモン, Kadomon)
Voz de: Kenta Miyake (Japonês), Patrick Seitz (Português)
Um vendedor de frutas musculoso e firmemente construído na capital real, frequentemente visto segurando um galho na boca.

### Theresia van Astrea
Theresia van Astrea (テレシア・ヴァン・アストレア, Tereshia van Asutorea)
Voz de: Minami Takahashi (Japonês), Xanthe Huynh (Português)
Theresia van Astrea é a falecida esposa de Wilhelm, avó de Reinhard, e uma das figuras-chave que terminou a Revolta/Guerra de Demi-humanos a 40 anos atrás. Depois de ser derrotada por Wilhelm, passa a se tornar esposa de Wilhelm. Ela pergunta a Wilhelm se gosta das flores, ele primeiramente fala que não, mas depois de derrotá-la, passa a gostar, que faz Wilhelm olhar toda vez as flores, lembrando de sua falecida esposa.

### Petra Leyte
Petra Leyte (ペトラ・レイテ, Petora Reite)
Voz de: Marika Kouno (japonês); Mariana Dondi (Português)
Uma das crianças da vila com quem Subaru faz amizade, que planejava se tornar costureira na capital um dia. Ela desenvolve uma queda por ele depois que ele salva ela e a vila duas vezes, e depois trabalha como empregada doméstica na mansão de Roswaal para substituir Rem no 4º Arco com Frederica.

### Marcos Gildark
Marcos Gildark (マーコス・ギルダーク, Maakosu Girudaaku)
Voz de: Tetsu Inada
O severo e rigoroso Comandante da Guarda Real. Apelidado de "Boulder" por sua magia especializada.

### Miklotov McMahon
Miklotov McMahon (マイクロトフ・マクマホン, Maikurotofu Makumahon)
Voz de: Motomu Kiyokawa (Japonês), John Snyder (Português)
Um dos representantes do Conselho dos Sábios, que serve como o mais alto órgão administrativo dominante na sequência da família real tardia. Um homem gentil e forte, ele ficou impressionado com a coragem e a paixão de Subaru em defender Emilia contra a dura discriminação dirigida a ela durante a reunião da Seleção Real.

### Bordeaux Zellgef
Bordeaux Zellgef (ボルドー・ツェルゲフ, Borudoo Tserugefu)
Voz de: Jiro Saito (Japonês), Marc Diraison (Português)
Um dos representantes do Conselho dos Sábios e um dos críticos mais sinceros contra a inclusão de Emilia na Seleção Real. Ele foi um dos heróis da guerra que lutou ao lado de Wilhelm durante a Revolta Demi-Humana / Guerra, 40 anos atrás.

### Russell Fellow
Russell Fellow (ラッセル・フェロー, Rasseru Feroo)
Voz de: Tōru Ōkawa (Japonês), Chris Cason (Português)
O tesoureiro do sindicato dos comerciantes de Lugnica. Ele é um indivíduo consideravelmente astuto que foi inicialmente visto por Subaru ajudando o Acampamento Crusch a adquirir armas, pessoal e munições em preparação para a segunda subjugação da Baleia Branca. Juntamente com Anastasia, ele ajuda Subaru a legitimar e finalizar as negociações com Crusch sobre o comércio de pedras mágicas oferecidas por Roswaal (via Rem como um proxy) em troca de compartilhar a distribuição das pedras na capital e adquirir o telefone da Subaru .